# Jardí dels soldats desapareguts
El Jardí dels soldats desapareguts en servei actiu (en hebreu: גן הנעדרים, transliterat: Gan HaNe'edarim) és un memorial per als soldats desconeguts. És un jardí commemoratiu, que es troba al Mont Herzl, a Jerusalem. Està dedicat als soldats i oficials de les Forces de Defensa d'Israel, dels quals el lloc d'enterrament és desconegut.
El jardí va ser inaugurat el febrer de 2004, en una cerimonia que va comptar amb la presència dels caps de l'Exèrcit, el Ministre de Defensa d'Israel Xaül Mofaz, i membres de l'ajuntament de Jerusalem. El jardí també inclou un memorial pels mariners que van morir a bord del submarí INS Dakar, quan es va enfonsar en la mar Mediterrània. Des de l'establiment de l'Estat d'Israel el 1948, més de quatre cents soldats israelians han estat declarats «desapareguts en acció». La creació del jardí al Mont Herzl, va començar per Moshe Oren, quan era el cap del Ministeri de Defensa d'Israel. Cada any, una cerimònia de memòria pels soldats desapareguts de l'Estat israelià, té lloc a la plaça principal del jardí, el dia 7 del més adar del calendari hebreu. És el dia quan, segons la llegenda, Moisès va morir i d'ell, tampoc no es sap on va ser sebollit.

## Galeria

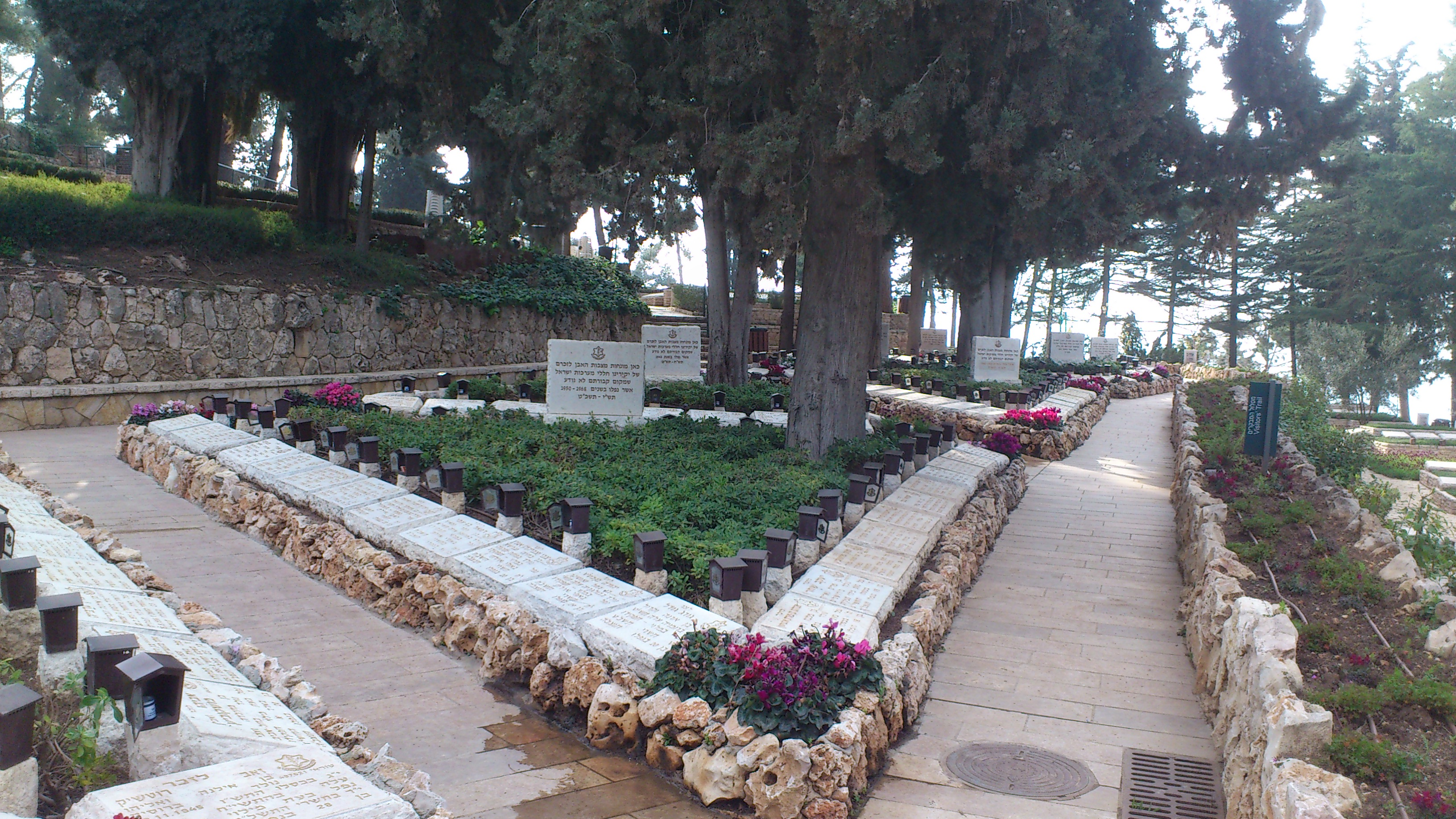
sepulcre buit
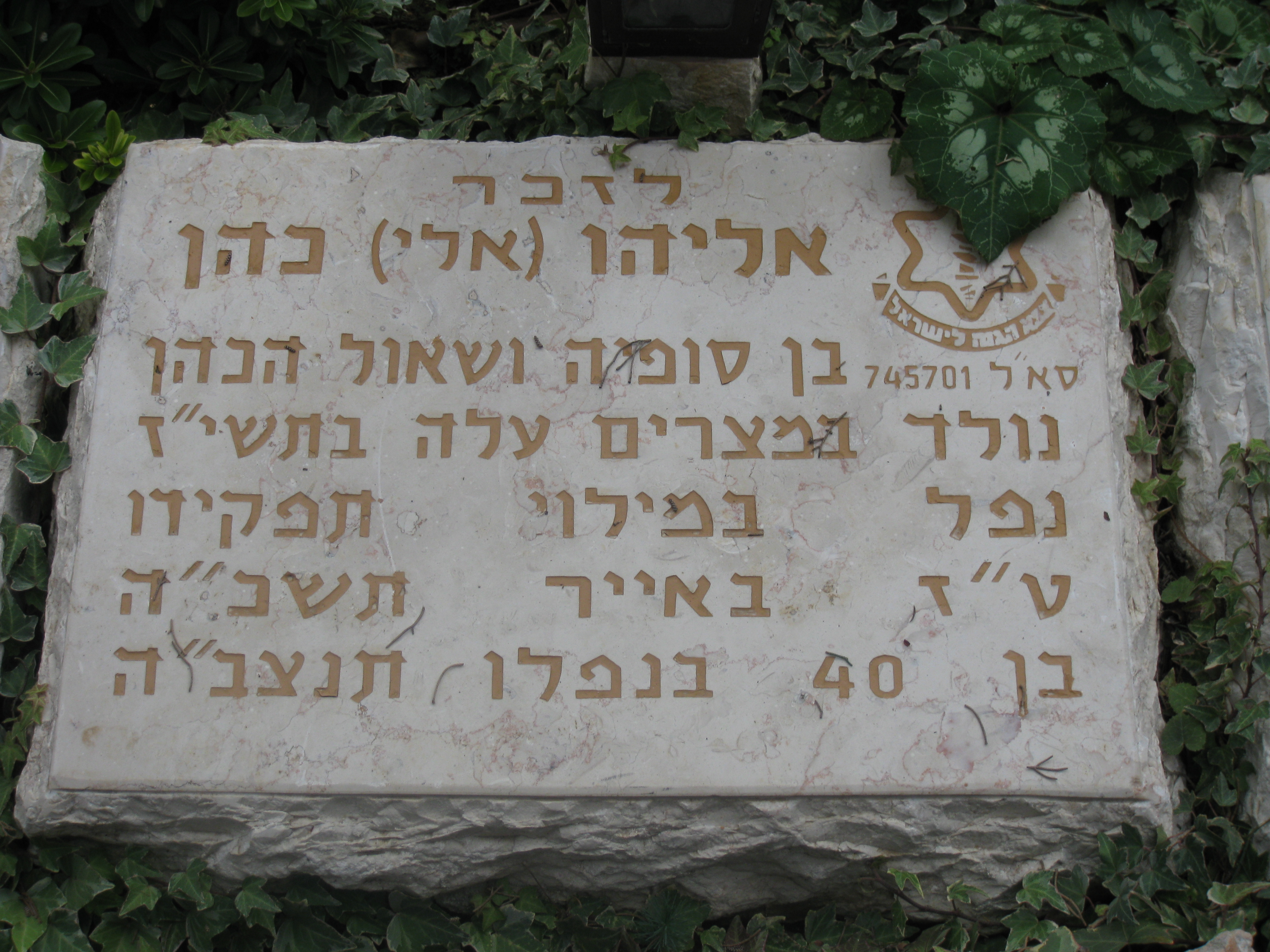
Memorial d'Eli Cohen.
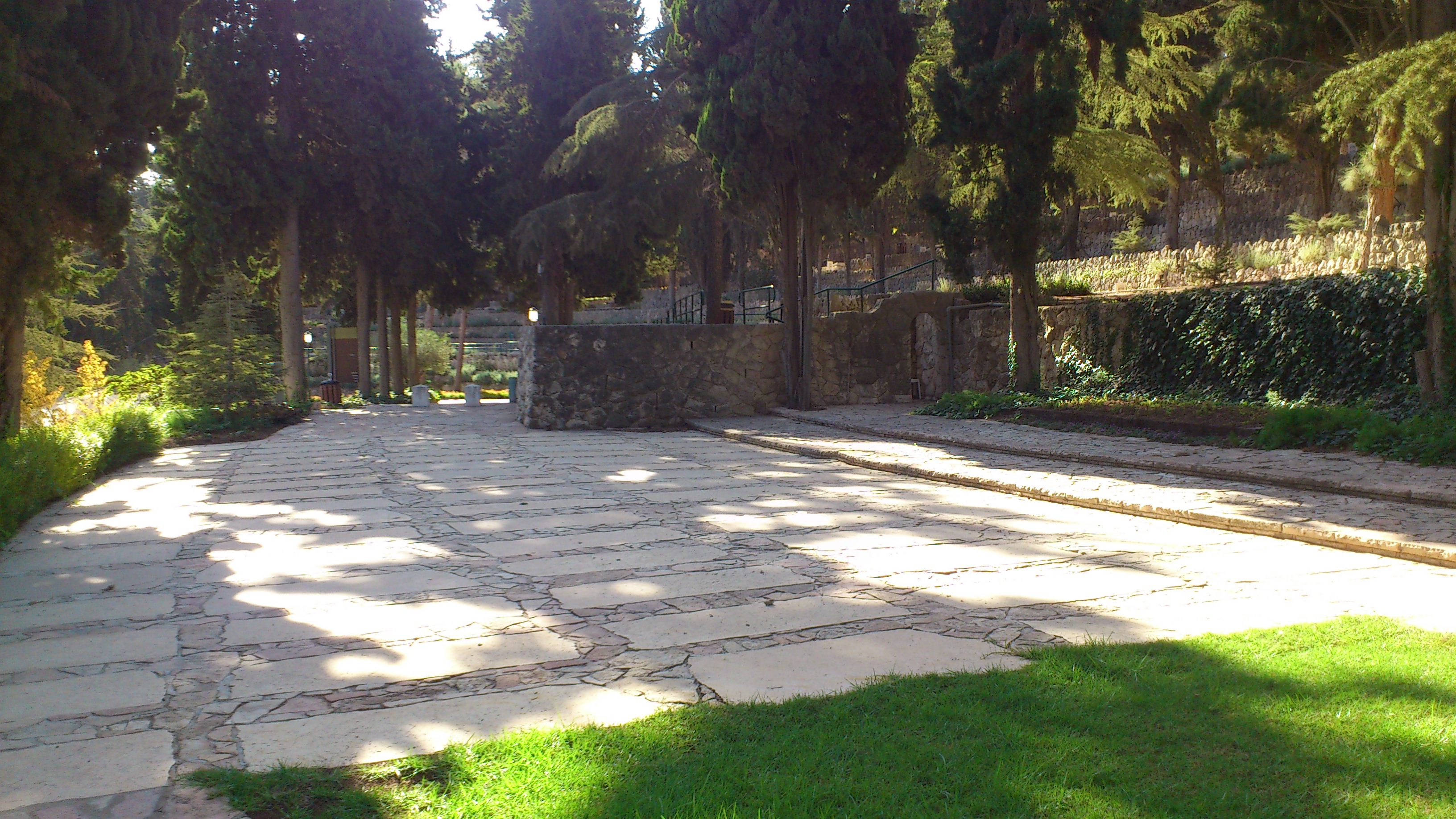
Plaça commemorativa
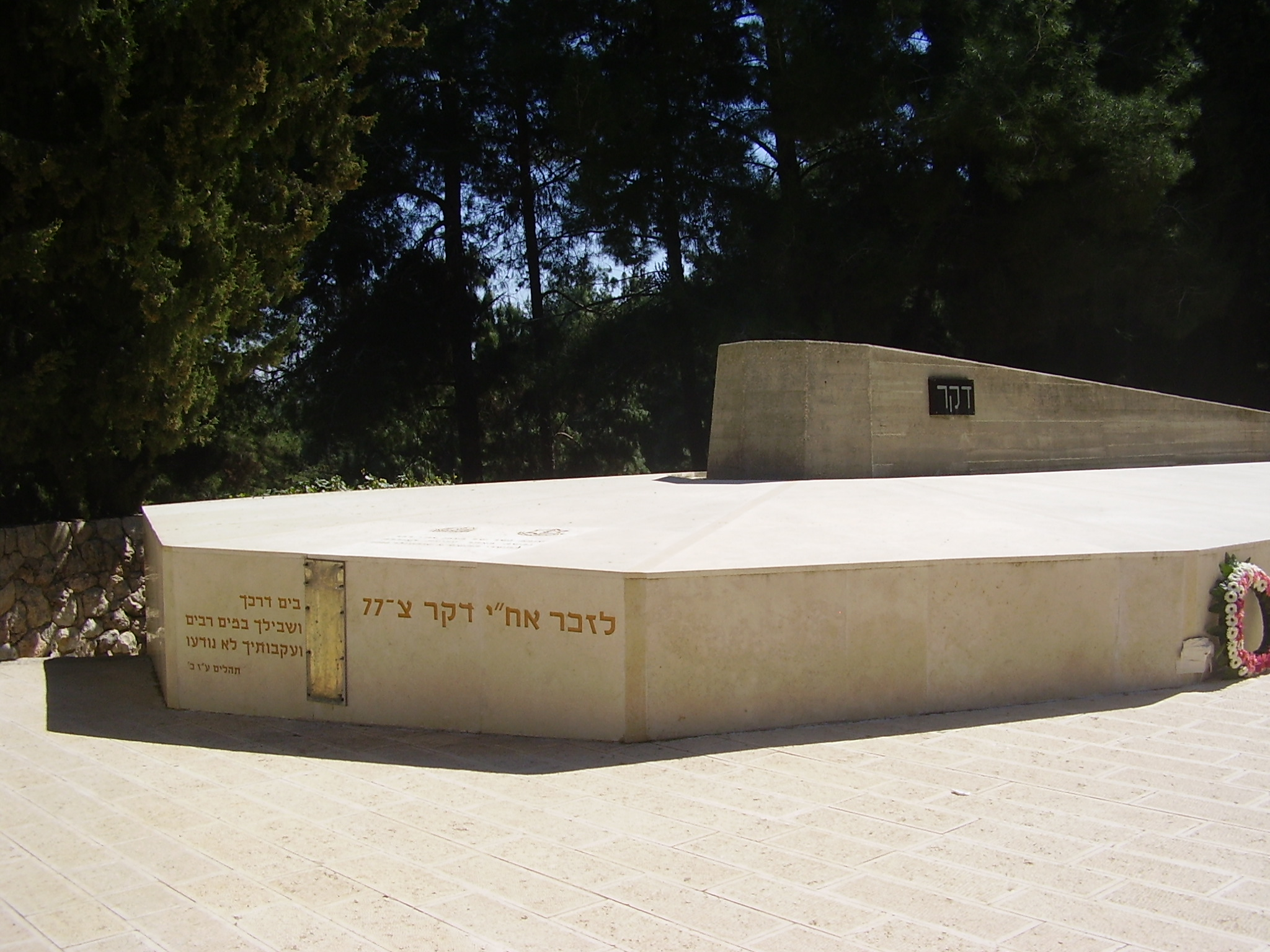
Memorial en record del submarí INS Dakar.
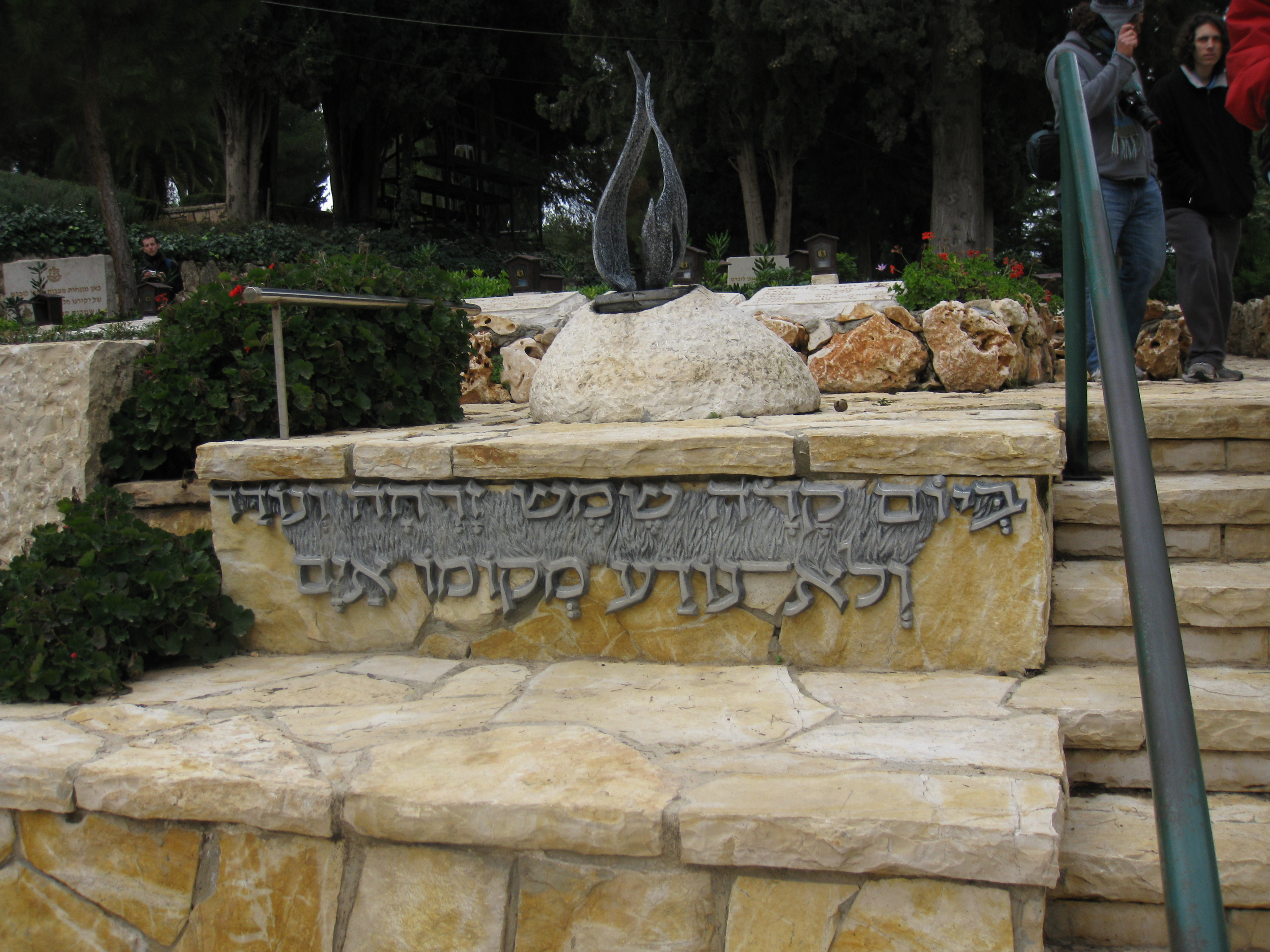
Flama eterna
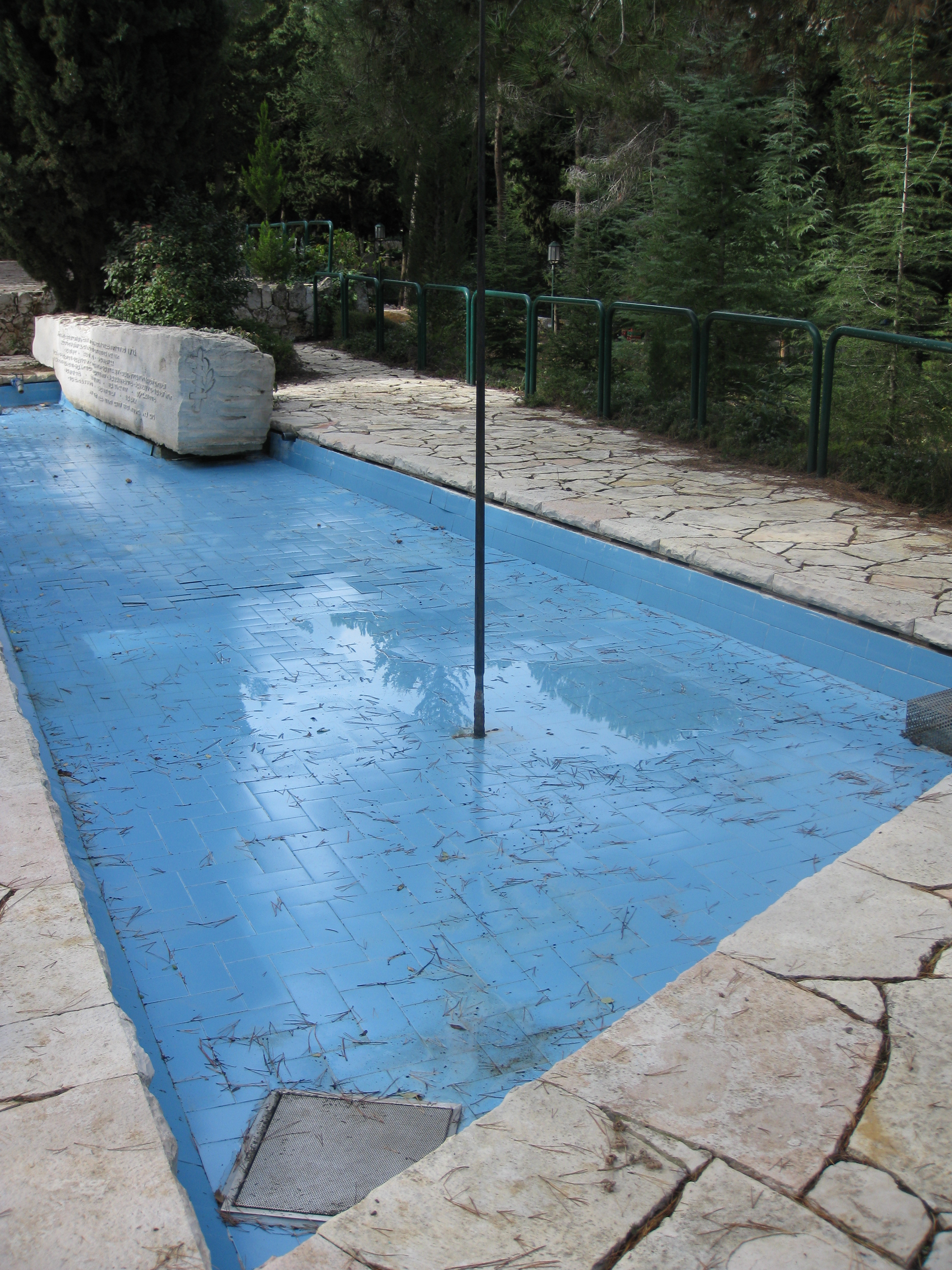
23 gent de mar memorial vaixell
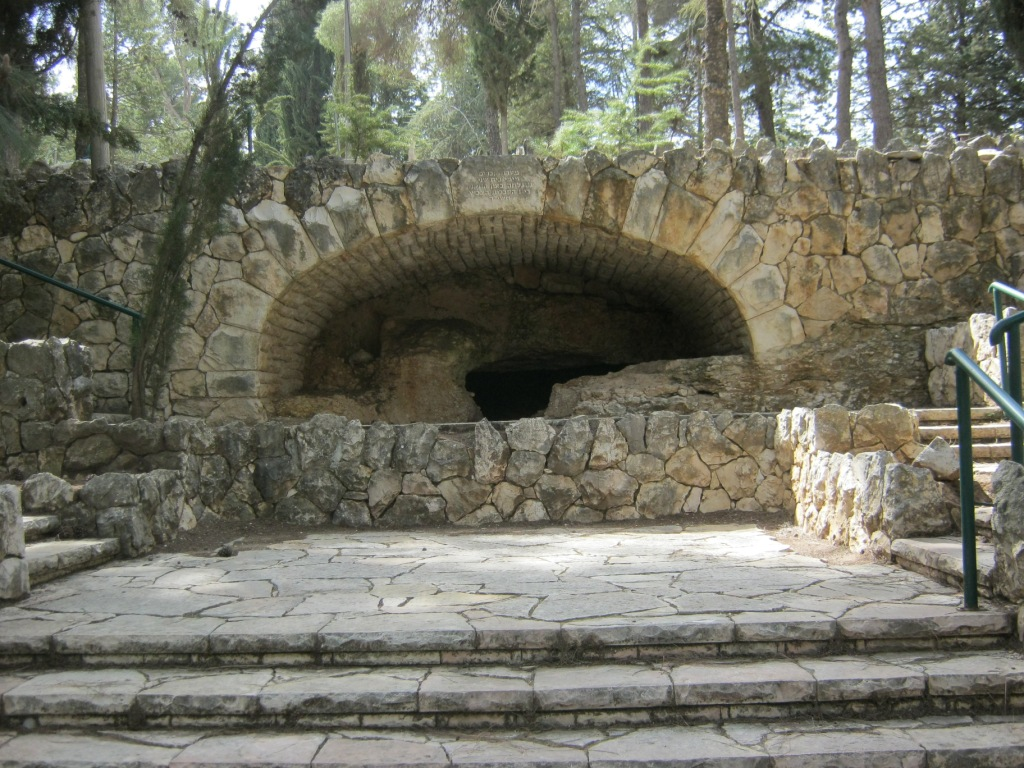
Antiga cova d'enterrament jueva del Temple 2